# Настоящие плавунцы
Настоящие плавунцы (лат. Dytiscinae) — подсемейство насекомых из семейства плавунцов.

## Описание
Жуки средних и больших размеров; в длину достигают от 8 до 40 мм. Глаза без выемки. У самцов эдеагус симметричный. У самок только одно половое отверстие. Лапки передних и средних ног пятичлениковые.

## Классификация
В подсемейство включают следующие таксоны:
- Триба Aciliini Thomson, 1867
  - Acilius — Aethionectes — Graphoderus — Rhantaticus — Sandracottus — Thermonectus — Tikoloshanes
- Триба Aubehydrini Guignot, 1942
  - Notaticus
- Триба Cybisterini Sharp, 1882
  - Austrodytes — Cybister — Megadytes — Onychohydrus — Regimbartina — Spencerhydrus — Sternhydrus
- Триба Dytiscini Leach, 1815
  - Dytiscus
- Триба Eretini Crotch, 1873
  - Eretes
- Триба Hydaticini Sharp, 1882
  - Hydaticus — Prodaticus
- Триба Hyderodini Miller, 2000
  - Hyderodes